# Фруктовый усачик
Усачик фруктовый, или дровосек-крошка (лат. Tetrops praeustus) — вид жесткокрылых из семейства усачей.

## Распространение
Распространен в Европе, Средиземноморье, Северной Африке, на Кавказе и в Западной Сибири, Недавно были завезены в восточную часть Северной Америки.

## Описание
Жуки длиной 4-6 мм. Усики от коричнево-чёрных до чёрных. Надкрылья светло-оранжево-коричневые с чёрной вершиной, покрыты щетинками. Ноги ярко-красно-коричневые, средние и задние бедра коричнево-черные.

## Биология
Поражает многие кустарники семейства розоцветных (боярышник, слива, яблоня, груша, шиповник), а также другие лиственные деревья, включая клен, тополь и дуб. Личинки прогрызают ходы в сухих ветках и ветвях. Жизненный цикл вида длится от одного года до двух лет. Время лёта с апреля по июль

## Подвиды
- Tetrops praeustus algiricus Villiers, 1946
- Tetrops praeustus anatolicus Özdikmen & Turgut, 2008
- Tetrops praeustus praeustus (Linnaeus, 1758) (=Tetrops praeusta praeusta (Linnaeus, 1758) (ошибочное написание)) — кормовые растения: вишня обыкновенная (Prunus cerasus), груша обыкновенная (Pyrus communis) и яблоня лесная (Malus sylvestris).